# 黑药老鹳草
黑药老鹳草（学名：Geranium melanandrum）是牻牛儿苗科老鹳草属的植物，为中国的特有植物。分布于中国大陆的云南、四川等地，生长于海拔4,000米至4,300米的地区，一般生长在亚高山草地，目前尚未由人工引种栽培。

## 别名
黑药老鹳草（拉汉种子植物名称）